# القانون التنفيذي للصحة العقلية بولاية ألاسكا

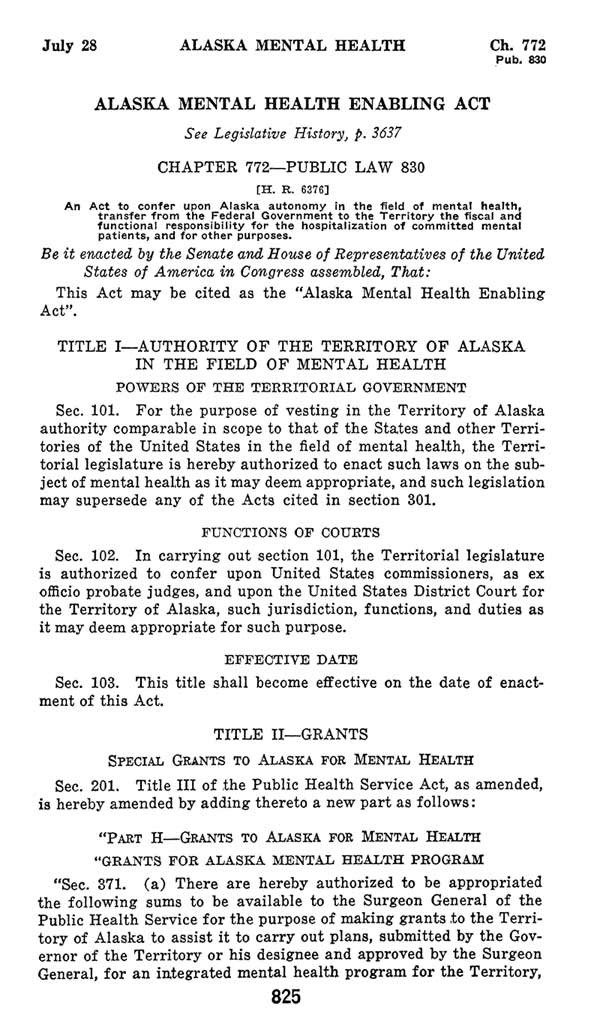
الصفحة الأولى من القانون التنفيذي للصحة النفسية بولاية ألاسكا

القانون التنفيذى للصحة العقلية بمقاطعة ألاسكا عام 1956 (قانون عام رقم 84-830)، قانون صادر عن الكونجرس لتعزيز الاهتمام بالصحة النفسية بولاية ألاسكا بالولايات المتحدة. وقد أثار جدلاً سياسياً كبيراً بعد أن أطلق عليه معارضوه «وثيقة سيبيريا»، منددين به على اعتبار أنه جزء من مؤامرة شيوعية لإيداع الأمريكيين بالمستشفيات وغسل أدمغتهم.كما أصر مناهضو القانون أنه جزء من مؤامرة يهودية رومانية كاثوليكية، أو مؤامرة نفسية ترمى إلى تمكين الأمم المتحدة من إدارة معسكرات اعتقال داخل الولايات المتحدة.
قدم الحزب الديمقراطى التشريع في صيغته الأصلية، لكن بعد المعارضة التي قوبل بها أنقذه النائب الجمهورى المحافظ باري جولدواتر. وتحت رعاية جولدواتر أقر مجلس الشيوخ الأمريكى صيغة للقانون تخلو من الأحكام الإلزامية التي كانت هدفا لمعارضة شرسة من جماعات اليمين المتطرف ومناهضو الشيوعية وكذلك الجماعات الدينية المهمشة. ومايزال الجدل يلعب دورا بارزا في حملة الكنيسة العلموية على الطب النفسى.
نجح القانون في تحقيق الهدف الأول له ألا وهو ترسيخ نظام لرعاية الصحة العقلية في ألاسكا، ممولا من دخل أراض خصصت لصندوق الصحة العقلية، لكن عمد السياسيون على نحو ممنهج خلال السبعينات ومطلع الثمانينات إلى تجريد الصندوق من تلك الأراضى وتحويل ذات القيمة منها إلى ملكية الأفراد ومؤسسات الدولة، لكن أخيرا وبعد سنوات من التقاضى حكم بعدم قانونية سلب الأصول، أعيد تأسيس صندوق الصحة العقلية في منتصف الثمانينات.

## خلفية القانون

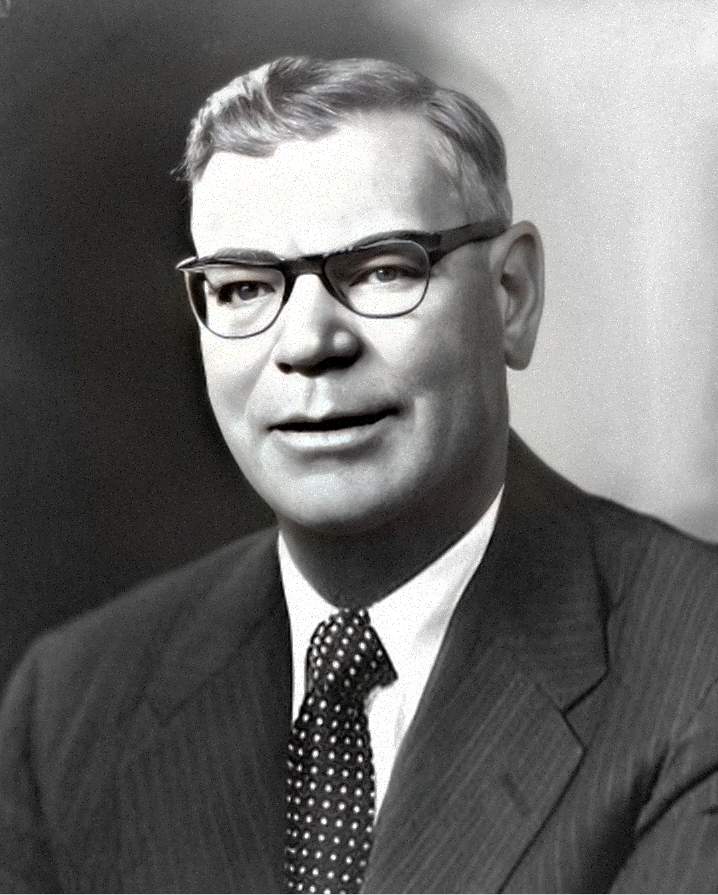
بوب بارتليت، مفوض ألاسكا (ولاحقاً سيناتور عنها)، مُشرع الإعلان الأصلي للقانون التنفيذي للصحة العقلية

لم تحظ ألاسكا قبل صدور القانون عام 1956 بمنشآت خاصة بالعلاج العقلى. ولم تكن وقتئذ ولاية أمريكية، بل أنشأت كإقليم تابع للولايات المتحدة الأمريكية، كان علاج المرضى العقليين خاضعاً لاتفاقية مع ولاية أوريغون تعود لمطلع القرن العشرين، حيث أصدر الكونجرس في السادس من يونية 1900 قانوناً يسمح لحكومة ما سمى بإقليم ألاسكا وقتها بتوفير العلاج العقلى لسكانه وفي عام 1904 وقع عقداً مع مستشفى مورنينغسايد التي كان يمتلكها ويديرها هنرى والدو كو في بورتلاند بأوريغون يسمح بمقتضاه إرسال المرضى العقليين التابعين لألاسكا للعلاج بالمستشفى. وأسس نظاماً إلزامياً يقضى بامتثال كل من يعتقد بأنه مريضاً عقلياً أمام هيئة محلفين مكونة من ستة أفراد تحكم عليه بسلامة العقل أوالجنون وعلى نحو روتيني يودع المريض بالسجن حتى يطلق سراحه أو يرسل إلى بورتلاند ولا يطلب إطلاقاً أي فحص طبي أو نفسي للوصول إلى هذا الحكم.
وبحلول عام 1940 وجد أن هذه الإجراءات غير كافية، فأجرت الجمعية الطبية الأمريكية سلسة من الدراسات عام 1948، تبعتها دراسة أجرتها وزارة الداخلية الأمريكية عام 1950 لإبراز أوجه القصور بالبرنامج؛ فمن ناحية كانت إجراءات الإلزام قديمة في ألاسكا ومن ناحية أخرى كان للرحلة الطويلة إلى بورتلاند أثراً سلبياً على المرضى وذويهم. بالإضافة إلى ذلك فقد اكتشف عند مراجعة حسابات عقد المستشفى أن شركة المصحة (السانوتاريام) المالكة لها كانت تضخم ميزانية النفقات، مما أدر عليها أرباحاً إضافية قدرها69,000 دولاراً سنوياً (تتجاوز588,000 دولار مقارنة بأسعار 2007.
أوصت الدراسات بإصلاح شامل للنظام وتطوير لبرنامج الصحة العقلية داخل مقاطعة ألاسكا نفسها وقد حظى ذلك الاقتراح بدعم واسع النطاق من الشعب والسياسيين. وفي بداية عام 1956 تقدمت عضوة مجلس النواب إيديث جرين (حزب ديمقراطى-أوريغون) بمشروع قانون الصحة العقلية بألاسكا أمام مجلس النواب الأمريكي وذلك في جلسة الكونجرس الرابع والثمانين الثانية. كتب مشروع القانون بوب بارتليت مفوض مقيم لمقاطعة ألاسكا لدى الكونجرس والذي صار فيما بعد عضو مجلس شيوخ في الولايات المتحدة، كما تبنى عضو مجلس الشيوخ ريتشارد إل. نويبيرغر (حزب ديمقراطى-أوريغون) مشروع قانون مماثل (اس.2518) في مجلس الشيوخ.

## تفاصيل الوثيقة
كان الهدف المعلن لمشروع قانون الصحة العقلية بألاسكا هو«نقل المسؤولية الأساسية لعلاج المرضى العقليين بالمستشفيات، العناية بهم وعلاجهم من الحكومة الفيدرالية للولايات المتحدة إلى مقاطعة ألاسكا.» وفي إطار ذلك استهدف القانون:
- تحديث إجراءات العلاج بالمستشفيات (بما في ذلك الإلزام)، الرعاية، العلاج وكذلك تخويل سلطة التعديل في تلك الإجراءات أو إلغائها للمقاطعة.
- المساعدة على توفير المصحات اللازمة لبرنامج صحة عقلية شامل في ألاسكا يستوعب المرضى المقيمين والغير مقيمين.
- إعطاء أرض كمنحة للمقاطعة تمكنها من وضع أسس راسخة طويلة المدى للبرنامج؛
- توفير برنامج إعانات للمقاطعة مدته عشر سنوات يمكنها من تحمل التكلفة الكلية لتشغيل البرنامج على نحو منتظم.[5]

خصص مشروع القانون إعانة مالية قدرها 21.5 مليون دولار (مايقارب 49 مليون دولار بأسعار 2007) تصرف لحكومة ألاسكاعلى مراحل عدة لتمويل إنشاء مصحات عقلية بالمقاطعة. كما نقل ملكية مليون فدان (4000 كيلومتر مربع) من الأرض المملوكة للحكومة الاتحادية إلى صندوق الصحة العقلية الجديد المقترح في ألاسكا كإعانة حكومية ليغطى التكلفة المستمرة للبرنامج—كانت الحكومة الاتحادية تمتلك قرابة 99٪؜ من أراضى ألاسكا وقتئذ. مما مكن الصندوق من الانتفاع بأصول الأراضى المنقولة ملكيتها إليه (بالأخص الحقوق التعدينية والحراجة) للحصول على دخل متدفق دائم لتمويل البرنامج. وقد طبقت أحكام مماثلة تدعم إنشاء مصحات في عدة مقاطعات أخرى في الولايات المتحدة قبل تحقيق الاستقلال.
كما خول القانون لحاكم ألاسكا سلطة عقد اتفاقيات متبادلة تتعلق بالصحة العقلية مع حكام الولايات الأخرى، حيث يعالج من مرض من مواطنى ألاسكا بإحدى الولايات الأمريكية المتجاورة الثمانى والأربعين بتلك الولاية إلى أن يتم نقله إلى ألاسكا وبالمثل إذا مرض أحد مواطنى تلك الولايات مرضا عقليا أثناء تواجده بألاسكا يعالج بها إلى أن يعاد إلى ولايته. 
اعتبر مشروع القانون غير ضار بالمرة ولقى دعماً حزبياً عند تقديمه في 16 يناير 1956، كما أقره مجلس النواب بالإجماع في 18 يناير. رفع بعد ذلك إلى مجلس الشيوخ للنظر في مشروع القانون المعادل (مجلس شيوخ-2518) وكان متوقعا إقراره بسهولة بعد جلسات الاستماع المزمع عقدها مع حلول 20 فبراير.

## الجدل

### بداية المعارضة

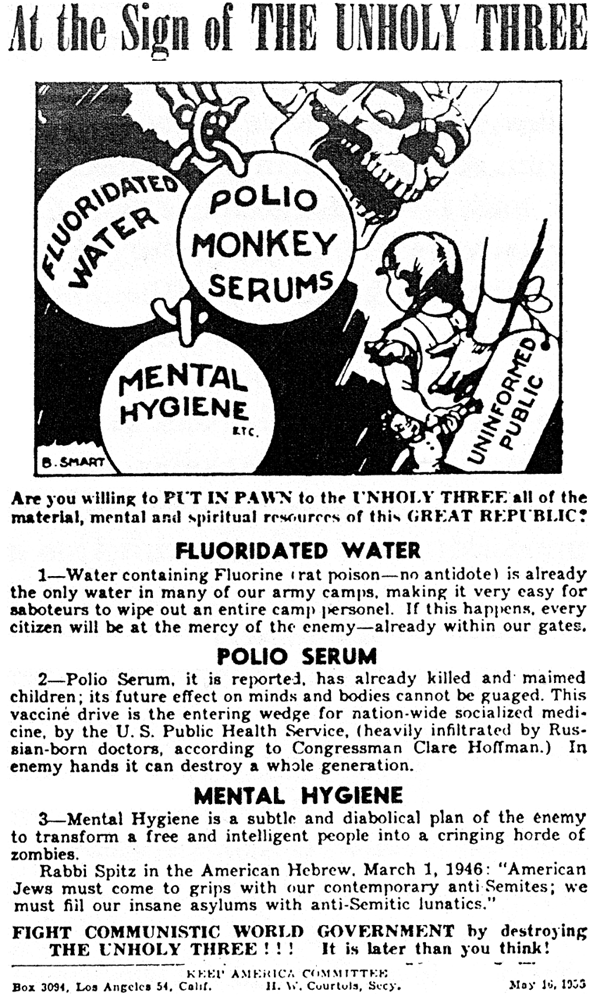
نشرة معاداة الصحة العقلية الصادرة في مايو 1955 من قبل لجنة حافظوا على أمريكا

في ديسمبر 1955، وجهت جماعة نسوية صغيرة تنتهج معاداة الشيوعية مقرها جنوب كاليفورنيا وتدعى منتدى العلاقات العامة الأمريكية (APRF) في بيانها الشهرى نداءً عاجلاً لحمل السلاح، حيث سلطت الضوء على النص المقترح لمشروع قانون الصحة العقلية بألاسكا وأطلقت عليه"القانون الذي فاقهم جميعا". وعَقبّ كُتاب البيان أنه: "ليس بوسعنا تجاهل أن سيبيريا شديدة القرب من ألاسكا وحيث وضح أنه لاحاجة بأى شخص لمنح الأراضى تلك فإننا نتسائل عن إمكانية أن تصبح ألاسكا سيبيريا الأمريكية". وأضافوا أن الوثيقة تسلب المواطن الأمريكى كامل حقوقه في المطالبة بمحاكمة هيئة محلفين لتحميه (ليحمى نفسه) من أن يودعه قريب طامع أو'صديق' أوعلى حد ماذكر بالوثيقة 'أحد الأطراف المعنية' بمصحة ما".
كان لجماعة (APRF) باعاً طويلاً في معارضة تشريعات الصحة العقلية، فقد لعبت دوراً بارزاً في مطلع عام 1955 في عرقلة سن ثلاثة قوانين للصحة في جمعية ولاية كاليفورنيا. كما كانت جزءاً من شبكة أكبر تضم منظمات اليمين المتطرف المناهضة للطب النفسى وعلم النفس على اعتقاد أنها موالية للشيوعية ومعادية لأمريكا وموالية لليهودية ومعادية للمسيحية. أما لجنة (حافظوا على أمريكا) وهي جماعة وطنية حماسية بكاليفورنيا فقد لخصت موقف اليمين المتطرف المعادى للصحة العقلية في منشور أصدرته في مايو 1955 وصمت فيه «الصحة العقلية» بأنها جزء من «الثالوث الشيطانى لحكومة العالم الشيوعي» وأعلنت أن «الصحة العقلية هي خطة شيطانية خفية وضعها العدو لتحويل أناس أحرار أذكياء لمجرد قطيع من المسوخ الأذلاء».
تداخلت عضوية جماعة منتدى العلاقات العامة الأمريكية مع جماعة أكبر اسمها نساء دقيقة الولايات المتحدة الأمريكية، منظمة متشددة على مستوى البلاد تتألف من ربات بيوت معاديات للشيوعية وكانت تقدر بنحو 50,000 عضوة في جميع أنحاء الولايات المتحدة. أصدرت عضوة المنظمة ليف إف. بوركيلاند من فان نويس، كاليفورنيا منشوراً تعارض فيه وثيقة القانون، نسخ ذلك المنشور بآلة نسخ الرسائل وأرسل بالبريد إلى جميع أرجاء البلاد. وفي 24 يناير 1956 أعادت صحيفة سانتا آنا ريجيستر المعادية بقوة لسيطرة الدولة طباعة منشور بوركيلاند تحت عنوان «الآن-سيبريا الولايات المتحدة الأمريكية». وجهت بوركيلاند تحذيراً شديد اللهجة بشأن عما سيحمله المستقبل إذا ما وقع مجلس الشيوخ قانون الصحة العقلية بألاسكا:
هل كان هدف (مجلس نواب 6376) هو تأسيس معتقلات للسجناء السياسيين تحت ستار علاج حالات المرض العقلى؟ والإجابة استناداً إلى مشروع القانون أننا قد نكون على وشك أن نؤسس في ألاسكا نسختنا الخاصة من معسكرات الاستعباد السيبيريّة التي تديرها الحكومة الروسية.[...]
يقول معارضو القانون أنه سيجعل كل فرد مقيم بالولايات المتحدة تحت رحمة أهواء ونزوات أي شخص قد يحدث بينهما خلاف، فيُلصق به تهمة المرض العقلى، يتبعها النفى الفورى إلى سيبيريا الولايات المتحدة الأمريكية.

### المعارضة اللاحقة
بعد أن نشرت صحيفة سانتا آنا ريجستر مقالتها، أطلق مجموعة من الناشطين في جميع أرجاء البلاد حملة شعواء لنسف مشروع قانون الصحة العقلية كان من بينهم القس جيرالد إل. ك. سميث المؤيد لسيادة البيض ونساء من أجل الرب والوطن ورابطة من أجل أمريكا ونساء الدقيقة بالولايات المتحدة الأمريكية والمحرض اليميني دان سموت والعميد السابق في القوات البرية الأمريكية المناهض للكاثوليكية هربرت س.هولدريدج والكنيسة العلموية التابعة ل.رون هوبارد والتي لم يكن قد مر على تأسيسها سوى عامين وغيرهم من الأفراد والجماعات. تصاعد عدد التصريحات القوية التي أدلى بها مناهضو مشروع القانون خلال ربيع وصيف 1956، فقد وجه دان سموت منشوراً لشركائه في 17 فبراير قال فيه: "لا ينتابنى أدنى شك في إخلاص وسلامة نوايا من كتبوا مشروع قانون ألاسكا للصحة العقلية، إلا أنه يلائم نموذجاً خبيثاً يجرى تشكيله منذ إنشاء الأمم المتحدة."كما بعث دكتور جورج.أ سيتنزل من هوليوود خطاباً إلى جميع أعضاء الكونجرس يطالب فيه بإجراء تحقيقات مع كل مؤيدى مشروع قانون ألاسكا للصحة العقلية «حيث أنهم عناصر خائنة للوطن يعملون ضدالشعب الأمريكى تحت ستار الصحة العقلية.» وعلى نفس النهج أطلقت رابطة حافظوا على أمريكا في لوس أنجلوس على مؤيدى الوثيقة «عصابة متآمرة» يجب أن توجّه إليهم تهمة خيانة الوطن ويحقّق معهم، أو على الأقل يُعزلون من مناصبهم. كما أرسل العميد المتقاعد هربرت س.هولدريدج بدوره خطاباً عمومياً إلى الرئيس دوايت أيزنهاور بتاريخ 12 مارس وصف فيه مشروع القانون بأنه «محاولة دنيئة لإقامة معسكرات اعتقال في خرائب ألاسكا» وأردف قائلاً:
«يُشهر مشروع القانون ضد مواطنينا سلاح عنف لم يشهد التاريخ المدون ما هو أكثر منه خبثاً - تفوق فظاعته معسكرات سجون القياصرة والشيوعيين في سيبريا بل وعنف محاكم التفتيش الإسبانية [...] تفوح من المؤامرة الشريرة الواضحة في مشروع القانون رائحة تماثل تماماً تلك التي تفوح من القوى السوداء لليسوعيين الذين يهيمنون على الفاتيكان، وتسيطر على سياساتنا عبر ترأُّس حكومتنا.»
ومن جانبها أعلنت منظمات الصحة الرسمية في أمريكا تأييدها لمشروع القانون، لاسيّما الجمعية الأمريكية للأطباء النفسيين، أما جمعية الأطباء والجراحين الأمريكيين (هيئة بالغة الصغر والتشدد تعارض الطب المؤمم) فقد عارضته في بادئ الأمر؛ حيث قال الدكتور إل.إس. سبراغ من توسان (أريزونا) في نشرتها الإخبارية لشهر مارس 1956 أن مشروع القانون يوسع مفهوم الصحة العقلية ليشمل كل شئ بداية من تساقط الشعر إلى أظافر القدم النامية." ولكن سرعان ماغيرت موقفها عندما اتضح أن الجمعية الأمريكية تتبنى رأياً مغايراً.
وبحلول مارس 1956 أشيع في واشنطن العاصمة أن عدد المراسلات بشأن مشروع القانون تجاوز أي شئ آخر عرف منذ الجدل العام الذي تصاعد لأبعد مستوى بشأن قانون الإعارة والإستئجار عام 1941. فقد احتج معارضو القانون لممثليهم في الكونجرس بأن مشروع القانون معارض للدين أو أن الأرض التي ستُنقَل ملكيتها لألاسكا ستُسيَّج وتستغل كمعتقلات لصالح الأعداء السياسيين من حكام دولة أخرى.
وصف الإذاعي الشهير فولتون لويس جونيور، كيفية "تلقيه حرفياً مئات الرسائل التي تعارض مشروع القانون معارضة تامة، لقد تلقيت مكالمات هاتفية بشأن الأمر نفسه من كاليفورنيا وتكساس وأنحاء أخرى من الدولة، كما قدم أعضاء من الكونجرس تقريراً عن ردود أفعال مماثلة."" لخص خطاب مطبوع في صحيفة دايلى أوكلاهومان في مايو 1956 عدداً من نقاشات معارضى الوثيقة:
لقد دَنا الداعون إلى حكومة عالمية، الذين ينظرون إلى الوطنية كعلامة على مرض عقلي، خطوة من هدفهم في إقامة مصحة علاج إجباري لمعارضى اليونسكو، عندما وقع مجلس نواب الولايات المتحدة قانون ألاسكا للصحة العقلية في 18 يناير.
لقد وضع كلاً من وزارة العدل (الولايات المتحدة)، وزارة الداخلية ووزارة الصحة والخدمات البشرية ذات التوجه الاشتراكي هذا القانون. على غرار المدونة النموذجية التي صاغتها الجمعية الأمريكية للأطباء النفسيين، التي تعمل مع منظمة الصحة العالمية، إحدى منظمات الأمم المتحدة البارزة...
حرىٌّ بكم يامن ترفضون أن يُزجُّ بقريب لكم في إحدى المصحّات أن تخاطبوا ممثليكم على الفور.
عقدت عدة جلسات استماع أمام اللجنة الفرعية لشؤون الأقاليم والجزر بمجلس النواب في مارس 1956. كما واجه مؤيدى القانون ومعارضيه بعضهم البعض في سلسلة من التراشقات الشرسة والاتهامات القوية ضد كل من اشترك في تقديم القانون من أفراد وجماعات. قالت ستيفانى ويليامز من منتدى العلاقات العامة الأمريكية أن القانون قد يمكن روسيا من المطالبة باسترداد مقاطعة ألاسكا التي كانت تمتلكها سالفاً: [إنه] لا يتضمن ما يمنع روسيا من شراء المليون فدان جميعها حيث يقولون بالفعل أن ألاسكا لهم.
انتقدت السيدة إيرنست. دبليو. هوارد من اللجنة النسائية الوطنية للدفاع الوطنى تراخى الكونجرس في إدراك المخاطر المُحتملة للقانون: «إننا نشعر بحكم دراستنا وأبحاثنا عن الأمم المتحدة أننا خبراء في ذلك الشأن، أما أنتم أيها النوَّاب فإن التزاماتكم ومشاغلكم الكثيرة لاتتيح لكم استيعاب تلك الأمور.» أيضاً أعلن جون كاسبار، مؤسس مجلس المواطنين البيض، الذي أدى قيامه بأعمال عنف عرقية في كلينتون (تينيسي) إلى سوء سمعته «أن ما يقرب من مائة بالمائة من أطباء الصحة العقلية يهود وحوالى ثمانين بالمائة من الأطباء النفسيين يهود أيضاً... عرق واحد فقط يقوم على هذا الأمر.» وأردف أن اليهود ماهم إلا «مواطنى بلدٍ آخر يجاهدون لسلب الجنسية الأمريكية.»

## النتائج المترتبة على صدور القانون

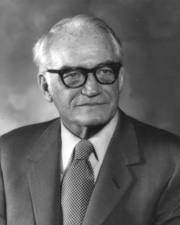
السناتور باري جولدووتر، راعي النسخة الختامية لمشروع قانون الصحة العقلية في ألاسكا

بمجرد صدور القانون أُسس صندوق ألاسكا للصحة العقلية لإدارة الأرض والمنح المخصصة لتمويل برنامج الصحة العقلية بألاسكا. ولكن الأرض المملوكة للصندوق أصبحت مثار جدل متصاعد في السبعينات حيث ممارسة الضغط على الدولة لتحويل تلك الأراضى للأغراض الخاصة والترفيهية. فقد أصدر كونجرس ألاسكا قانوناً عام 1978 لإلغاء الصندوق ونقل ملكية كل قطعة أرضٍ ذات قيمة إلى الأفراد والحكومة وبحلول عام 1982 تحولت ملكية 40,000 فدان (160 كم مربع) إلى المجالس المحلية و50،000 فدان (200 كم مربع) إلى الأفراد وحوالي 350,000 فدان (1400 كم مربع) إلى غابات وحدائق عامة ومناطق مخصصة للحياة البرية وبَقِىَ مايقرب من 35 بالمائة دون استغلاله ولكن ظل ملكاً للدولة.
أقام المواطن الألاسكى ڤيرن وايس عام 1982 دعوى قضائية لصالح ابنه الذي لم تتوفر له إمكانات العلاج العقلى في ألاسكا عند الحاجة إليها، سرعان ما صارت قضية وايس ڤ ألاسكا دعوى جماعية انضم لها عديد من الجماعات ذات الاهتمام بالعلاج العقلى.قضت المحكمة العليا بألاسكا بعدم قانونية إلغاء الصندوق وحكمت بإعادة تأسيسه، لكن اضطرت الأطراف بسبب ضياع معظم الأراضى الأساسية للصندوق لخوض سلسلة طويلة ومعقدة من المفاوضات لحل الأمر، حتى توصلوا لتسوية نهائية عام 1994 حيث أعيد تأسيس الصندوق بقيمة 500,000 فدان (2,000 كم2) من الأرض الأصلية للصندوق و500،000 فدان (2,000 كم2) أرض بديلة و200 مليون دولار لتعويض خسائر الدخل والأصول.

### الكنيسة العلموية ومشروع قانون ألاسكا للصحة العقلية
اتخذت الكنيسة العلموية من مشروع قانون ألاسكا للصحة العقلية ذريعة قوية تستند إليها في حملتها على الطب النفسيِّ، كما شاركت في الحملة على مشروع القانون واصمةً إياه «بوثيقة سيبيريا». وربما كانت هي من قدم دليلاً إلى القائمين بالحملة على القانون في صورة كتيب بعنوان (غسيل الأدمغة: مقتطفات من كتب علم النفس السياسي في روسيا) والذي ذهب الكثيرون إلى أنه عمل غير معروف من مؤلفات إل.رون هوبارد (انظر دليل غسيل الأدمغة)

### موقف الكنيسة العلموية
أكد الموقع الرسمي للكنيسة أن «وثيقة القانون ما هي إلا محاولة من جانب الطب النفسي لإقامة معتقل للمرضى العقليين بألاسكا مساحته مليون فداناً (4,000 كم2) يُحاكي النمط السيبيري ولا تدركه الأنظار المتربصة للمدافعين عن الحريات المدنية» كما تمنح الوثيقة قوةً للأطباء النفسيين لإثبات قدرتهم على القبض على أي «رجل أو امرأة أو طفل  وإرساله إلى ألاسكا دونما محاكمةٍ متجرداً بذلك من جميع الحقوق الإنسانية والوطنية واعتقاله إلى الأبد دون محاكمة أوحتى استجواب» وطبقاً لمجلة  فريدوم التابعة للكنيسة فقد:
عبّر موظفو الكنيسة عن اعتقادهم من أن الجمعية الأمريكية للطب النفسى قد كثفت «اهتماماتها لتدمير مؤسسات الديانية والكنيسة العلموية التي ناهضت بفعالية مشروع القانون الذي تكفلت بتقديمه للكونجرس الجمعية الأمريكية للطب النفسى.... كانت الجمعية الأمريكية للطب النفسى تعي تماماً من كان وراء الاستجابة الهائلة التي أسقطت التشريع ولم يغب ذلك عن خاطرها أبداً كما يتضح من الهجمات العنيفة التي يشنها أعضاؤها.»

### ديفيد ميسكافيج في برنامج نايت لاين
على غرار ذلك، صرح ديفيد ميسكافيج زعيم الكنيسة لتيد كوبل، في البرنامج الإذاعى نايت لاين عام 1992 قائلاً:

### نظريات المؤامرة
وصف هوبارد «من كانوا وراء وثيقة سيبيريا» لصحيفة رون جورنال مؤكداً «أنهم قلة لايتجاوزون الإثنى عشر َفرداً من أعضاء بنك إنجلترا وبعض المؤسسات المالية الأعلى، يمتلكون ويديرون سلسلات للصحف، وللعجب  يديرون كذلك كل مؤسسات الصحة النفسية التي ظهرت حول العالم، والآن فهؤلاء الشباب يثيرون الشكوك بسبب خلفيات فساد مريع؛ من أطفال غير شرعيين إلى كسب حكومى غير مشروع وأسهم فاسدة. ويبدوا أنهم في وقت ما في الماضى قد تحكموا في مسار العمل فقد انتهجوا برنامجاً لإفلاس الحكومات وإخضاعها لسيطرتهم من خلال سيطرتهم على مناجم الذهب على الكوكب وبالتالى تعجز تلك الحكومات عن اتخاذ أي قرار سياسى دون إذنهم.»
كانت الوثيقة طبقاً لماقاله دايڤيد ميسكاڤيد نتاج مؤامرة حاكتها الجمعية الأمريكية للطب النفسي، فقد خطب في العلمويين عام 1955 أن أعضاء الجمعية الأمريكية للطب النفسي قد اجتمعوا في كاپيتول هيل  لانتزاع الموافقة على وثيقة سيبيريا التي لم يعلم بها أحد داعين َبذلك إلى معتقلٍ سريٍ في خرائب سيبيريا،"ومن هنا" فقد هُزمّ السيد هوبارد وثيقة سيبيريا هزيمةً ساحقةً  بوصفه زعيماً لحركة دينية جديدة ونشطة موجهاً إليهم ضربةً لن  ينسونها أبداً". ومافتئَ الأدب العلموي يؤكد مراراً وتكراراً على هزيمة العلمويين   للوثيقة. وفي الواقع، فإن النسخة الأصلية للوثيقة ذات العنوان الأول المُهين بأحكامه الإلزامية قد تجاوز مجلس النواب فقط؛ إلا أنه قد عُدّل مراراً لإلغاء شروط الإلزام والتوصل إلى تحويل المسؤولية للصحة النفسية.وقد وُقّعت النسخة المنقحة بسلاسة دون إجراء اى تغييرات أخرى.

### المنشورات المعاصرة
تشير المنشورات المعاصرة للكنيسة إلى أنه على الرغم من أن هوبارد كان يتتبع تقدم مشروع القانون منذ أوائل فبراير 1956 على الأقل، فإن العلموية لم تنخرط في الخلاف حتى بداية مارس 1956، بعد ما يربو على شهرين من نشر منتدى العلاقات العامة الأمريكي مشروع القانون لأول مرة .  تتضمن «نشرة مدقق الحسابات المحترف» الصادرة في مارس عن هوبارد، المقيم في دبلن في ذلك الوقت، برقية من نجله المقيم في واشنطن رونالد ديولف واثنان من العلمويين الآخرين ينبهونه إلى جلسات استماع مجلس الشيوخ  المزمع عقدها في فبرايرالمقبل.
على الرغم من مزاعم الكنيسة بأن العلمويون هم من قادوا المعارضة لمشروع القانون، فإنه لم يرد ذكر الكنيسة في سجلات الكونجرس لجلسات الاستماع التي عقدت في مجلس الشيوخ بخصوص مشروع القانون.  و كذلك فإن البحث المعاصر فيما يتعلق بمعارضة مشروع القانون تعزى  الدورالقيادي فيه إلى جماعات اليمين دون منظمات «الحريات المدنية» التي استشهدت بها الكنيسة:

## وصلات خارجية
- Alaska Mental Health Trust Authority
- Mental Health Trust Land Office
- Nightline: A Conversation with David Miscavige, February 14, 1992, interviewed by Ted Koppel – Miscavige discussing the Church of Scientology's view of the Act.